# František Sisr
František Sisr (Choceň, 17 maart 1993) is een Tsjechisch voormalig baan- en wegwielrenner. Sisr werd in 2019 Tsjechisch kampioen op de weg door Tomas Kalojiros en Petr Vakoč in de sprint te verslaan. Hij werd nadien ploegleider voor Elkov-Kasper.

## Baanwielrennen

### Palmares
| Jaar     | TK                               | EK                   | WK       | Overig                                  |
| Junioren | Junioren                         | Junioren             | Junioren | Junioren                                |
| -------- | -------------------------------- | -------------------- | -------- | --------------------------------------- |
| 2011     |                                  | Ploegkoers           | Scratch  |                                         |
| Beloften |                                  |                      |          |                                         |
| 2013     |                                  | Ploegenachtervolging |          |                                         |
| Elite    |                                  |                      |          |                                         |
| 2012     | Ploegenachtervolging             |                      |          |                                         |
| 2013     | Ploegenachtervolging, Ploegkoers |                      |          |                                         |
| 2014     |                                  |                      |          |                                         |
| 2015     |                                  |                      |          | Brno: Ploegkoers, Prostějov: Ploegkoers |
| 2016     |                                  |                      |          |                                         |
| 2017     | Puntenkoers                      |                      |          |                                         |

## Wegwielrennen

### Overwinningen
2015
Jongerenklassement Ronde van Azerbeidzjan
Korona Kocich Gór
 Tsjechisch kampioen op de weg, Beloften
Puntenklassement Ronde van Oost-Bohemen
Bergklassement Ronde van Fuzhou
2016
1e etappe Ronde van Bretagne
Puntenklassement Ronde van Slowakije
1e etappe Ronde van Oost-Bohemen
2018
Ronde van Drenthe
Visegrad 4 Bicycle Race-GP Hungary
2019
 Tsjechisch kampioen op de weg, Elite

## Resultaten in voornaamste wedstrijden
|      | \| Jaar \| Amstel Gold Race \| \| WK op de weg \| \| ---- \| ---------------- \| \| ------------ \| \| 2016 \| \| \| opgave \| \| 2017 \| opgave \| \| \| \| 2018 \| \| \| \| \| 2019 \| \| \| opgave \| |  |              |
| Jaar | Amstel Gold Race |  | WK op de weg |
| 2016 | |  | opgave       |
| 2017 | opgave |  |              |
| 2018 | |  |              |
| 2019 | |  | opgave       |

## Ploegen
- 2012 –  ASC Dukla Praha
- 2013 –  ASC Dukla Praha
- 2014 –  Team Dukla Praha
- 2015 –  Team Dukla Praha
- 2016 –  Klein Constantia
- 2016 –  Etixx-Quick Step (stagiair vanaf 26-8)
- 2017 –  CCC Sprandi Polkowice
- 2018 –  CCC Sprandi Polkowice
- 2019 –  Elkov-Author
- 2020 –  Elkov-Kasper

Bico · Bokeloh · Cavagna · García · Kasperkiewicz · Lehky · Mas · Molly · Narváez · Schachmann · Schlegel · Schreurs · Sisr · Lecroq (stagiair)
Alaphilippe · Boonen · Bouet · Brambilla · Contreras · de la Cruz · De Plus · Gaviria · Jungels · Keisse · Kittel · Lampaert · Maes · D. Martin · T. Martin   · Martinelli · Meersman · Richeze · Sabatini · Serry · Štybar · Terpstra · Trentin · Vakoč · Vandenbergh · Van Keirsbulck · Velits · Vermote · Verona · Wiśniowski · Costa (stagiair) · García (stagiair) · Sisr (stagiair)
Banaszek · Białobłocki · Brożyna · Großschartner · Hirt · Kaczmarek · Koch · Kurek · Małecki · Michajlov · Mrożek · Owsian · Paluta · Paterski · Pluciński · Ponzi · Samojlaw · Schlegel · Sisr · Stosz · Taciak · Tratnik
Antunes · Banaszek · Bernas · Brożyna · Cieślik · Franczak · Gradek · Koch · Kump · Kurek · Małecki · Owsian · Paluta · Pluciński · Sajnok · Schlegel · Sisr · Stosz · Taciak · Tratnik